# Henri Veillon
Henri Veillon (* 7. Juni 1865 in Lausanne; † 12. Dezember 1932 in Basel) war ein Schweizer Physiker.

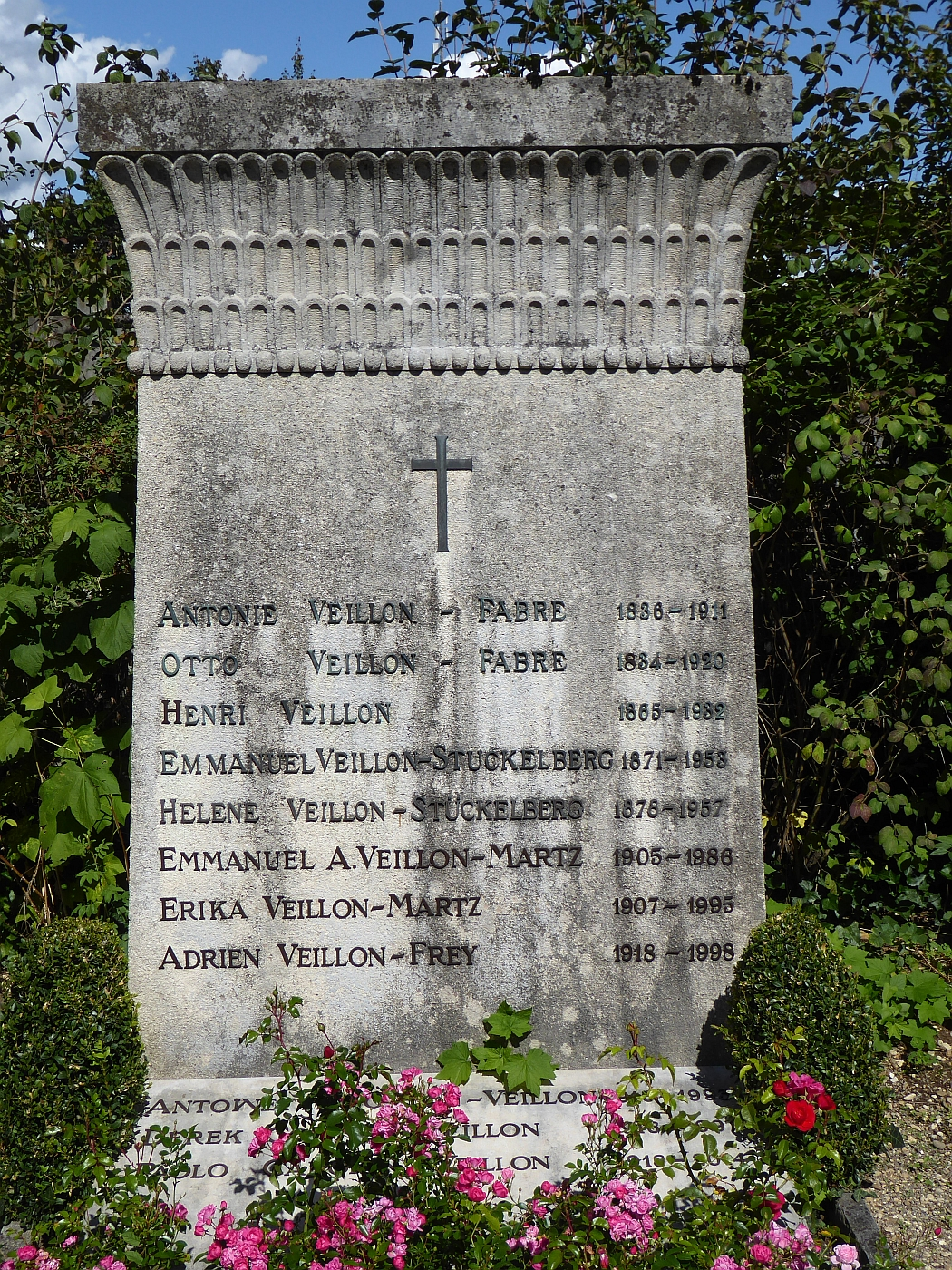
Grab auf dem Friedhof Wolfgottesacker, Basel

Veillon war Universitätsprofessor und Gymnasiallehrer in Basel sowie Sekretär und später Präsident der Naturforschenden Gesellschaft in Basel. Seine letzte Ruhestätte fand er auf dem Friedhof Wolfgottesacker in Basel.